# ヴァルグ・ヴィーケネス
ヴァルグ・ヴィーケネス (Varg Vikernes、ノルウェー語: [ˈʋɑrɡ ˈʋiːkəɳeːs]、1973年2月11日 - )は、ノルウェーのミュージシャン、作家、殺人犯、元受刑者。出生名は、クリスティアン・ラーション・ヴィーケネス (Kristian Larsson Vikernes)であり、後にVargに改名している。また、現在の法的な名前は、ルイ・カシェ (Louis Cachet)。音楽活動では、カウント・グリシュナック (Count Grishnackh)と名乗っている。日本では、カウント・グリシュナックか、名前の英語読みのヴァーグ・ヴァイカーネスと書かれる事が多い。
1991年にソロプロジェクトのバーズムを結成し、ノルウェーの初期ブラックメタルシーンでの中心的な存在となる。伝えられるところによれば、1992年、少なくともノルウェーのキリスト教の教会の3棟の焼失に、ノルウェーブラックメタルシーンのメンバーらと共に関わっていたとされる。1993年初頭、ヴィーケネスはバーズムのアルバム4枚分の楽曲と、メイヘムの1stアルバム『De Mysteriis Dom Sathanas』のレコーディングに携わっている。同年8月10日に、メイヘムのギタリスト、ユーロニモス（オイスタイン・オーシェト）が刺殺され、ヴィーケネスが殺人罪で逮捕・起訴された。1994年5月、ヴィーケネスはユーロニモスの殺人と教会への放火罪によって、懲役21年の判決を受けた。ヴィーケネスは、ユーロニモスの殺人については正当防衛を主張し、教会への放火については自身の責任を否定している。
刑務所に収監されている間、"オダリズム"の信奉団体・Heathen Frontに加入し、ゲルマン民族のペイガニズムに関する本を数冊出版している。更に、ヴィーケネスはダーク・アンビエントアルバム2枚をバーズムのアルバムとしてリリースている。約15年の服役を経て、ヴィーケネスは2009年初頭に仮釈放された。釈放後、ヴィーケネスは妻子とともにフランスに移住。移住後は音楽活動を再開し、作家活動も続けている。ヴィーケネスは作家活動を通じて、ネオ＝フェルキシュ・イデオロギー（オダリズム）の奨励を行っている。このイデオロギーは、白人ヨーロッパ人が再び取り入れるべき"ヨーロッパ人本来の価値観"という考えを基礎にしている。そこには、伝統的なペイガニズムの要素も含まれている。そして、ヴィーケネスはホワイト・ナショナリズムや社会保守主義、生存主義を主張している。

## 経歴

### 生い立ち、少年期、青年期
ヴィーケネスには、自身の経歴についての書籍（公認・非公認問わず）はない。しかしながら、ヴィーケネスのインタビューでの受け答えやヴィーケネスのウェブページでの情報を統合できる。『ブラック・メタルの血塗られた歴史』(Lords of Chaos)の著者の一人であるマイケル・モイニハンは、「ヴィーケネスを助ける情報交換のプロパガンダは、非常に精力的だ」と述べている。
『ブラック・メタルの血塗られた歴史』に掲載されたインタビューで、ヴィーケネスは自身の生い立ちや少年期について語っている。また、同書にはヴィーケネスの母、ヘレーネ・ボーレ (Helene Bore)のインタビューも掲載されている（彼の母の名前はしばしば"レーネ" (Lene)と書かれるが、ヴィーケネス自身のウェブサイトではヘレーネと記載されている）。2004年のインタビューでは、ヴィーケネスは「彼女（母）は大きな石油会社で働いていた」と語っている。また父親については、「電気技師」であり、自身の兄については、「1歳半年上」で「大卒土木技師」であると述べている。
『ブラック・メタルの血塗られた歴史』のインタビューで、ヴィーケネスは少年時代の出来事を思い出しながら語っている。ヴィーケネスが6歳のころ、ヴィーケネス一家は約1年イラクのバグダードに住んでいた。これは、ヴィーケネスの父がサッダーム・フセインの下で、ソフトウェア開発に従事するためであった。バグダードには英語学校が無かったため、幼少のヴィーケネスはイラクの小学校に通うこととなった。ヴィーケネスのインタビューによれば、この学校でヴィーケネスは「人種問題への意識」を持つようなったという。その学校では体罰は特別なことではなく、ある時には教師と口論となった挙句、彼を「猿」と呼んだ。しかし、ヴィーケネスは教師たちが「自分が白人であるからといって、俺を攻撃することはなかった」と認めている。ヴィーケネスの母は、「イラクで過ごした1年」を思い出し、「息子のクラスにいた他の子どもたちは、教師たちに平手打ちをされていたが、息子はされたことがなかった」と述懐している。彼女によれば、この扱いが原因で問題が発生したという。しかしながら、概していえば彼女は息子・ヴァルグがどのように彼の思想を発展させたのか「十分な説明ができなかった」。ヴィーケネスはインタビューの中で、自身の過去についてもう少し明かしている。彼の父親について問われると、ヴィーケネスは父について「スワスティカの旗を自宅に持っていた」と述べ、父親はそれについてヒステリックだったという。しかしながら、ヴィーケネスは父は偽善者であると感じていた。それは、父がヴィーケネスについて「ネオナチになる」と心配していた一方で、父は「街で見る有色人種全てに対して激しい怒りを抱いていた」。母についてヴィーケネスは、彼女は「とても人種を意識している人だった」と述べている。特に、ヴィーケネスが「黒人の女性を家に連れてくるつもりではないか」という点を恐れていたという。1995年のインタビューにおいては、ヴィーケネスは母親とは未だにいい関係だが、父親とは「ほとんど連絡を取ることはない」と答えている。彼の両親は離婚しており、ヴィーケネスの父はヴィーケネスが12歳の頃、「約10年前（1985年頃）に家を出て行った」とされる。
ブラックメタルシーンに入る前から、ヴィーケネスはベルゲンのスキンヘッド族シーンに入っていたとされる。グッドリック＝クラークは、バーズムを「元スキンヘッド族」ヴィーケネスの「音楽媒体」であると紹介している。『Encyclopedia of White Power』によれば、「ヴィーケネスは青春時代の間、最初からナショナル・ソーシャリストのスキンヘッド族の極右勢力に参加していた」。『ブラック・メタルの血塗られた歴史』のインタビューにおいてベルゲンでスキンヘッド族に参加していたのかどうか問われると、ヴィーケネスは「ベルゲンにスキンヘッド族なんていなかったよ」と堂々と答えている。もっとも、ヴィーケネスはその時期に短髪であったと述べているし、ドイツに親近感を、イギリスとアメリカに嫌悪感を持ち、それを武器としていたとも述べている。
少年時代には、特にピョートル・チャイコフスキーなどのクラシック音楽に影響を受けていたが、12歳の頃からヘヴィメタルを聞くようになる。特に、アイアン・メイデンから最も大きなインスピレーションを得たと述べている。後に、ヴィーケネスはクリーターやセルティック・フロスト、バソリー、デストラクション、メガデス、スレイヤー、ペスティレンス、ディーサイド、ヴォンのようなバンドから影響と受けることとなったと述べている。ヴェノムは、初期ブラックメタルに影響を与えたと考えられているが、ヴィーケネスは常にヴェノムからの影響を否定している。また、同時にヴェノムのことを「話にならないもの (a joke)」と述べている。ヴィーケネスは、ブラックメタルの宣伝のためにヴェノムのアルバム『ブラック・メタル』のジャケットの描かれたTシャツを一度だけ着たことがあるが、後にその行いについて強く後悔しているという。

### 音楽家活動初期
ヴィーケネスは、14歳からギターを弾き始める。1987年には学校を中退。1988年にカラシニコフ ( Kalashnikov)というバンドを結成。このバンド名は、ヴィーケネスの好きなアサルトライフル・AK-47の愛称（設計者のファミリーネーム）に由来する。それから間もなく、バンド名をウルク＝ハイ (Uruk-Hai)に変更。Uruk-Haiというバンド名は、指輪物語の登場人物から採られている。このバンドでは目立った活動はなく、徐々にリハーサルすら行わなくなっていった。
17歳の頃に、ヴィーケネスはベルゲンのデスメタルバンド・オールド・フューネラルのメンバーと連絡を取るようになる。これがきっかけで、オールド・フューネラルのオルヴェと元オールド・フューネラルのハーラルと共にサタネル (Satanel)を結成。サタネルは数週間で解散してしまったが、これをきっかけに、オールド・フューネラルにサポート・ギタリストを経て正式加入。1991年までは、オールド・フューネラルでギタリストとして活動し、EP『Devoured Caracass』に参加している。
更に1989年には、メイヘムのギタリスト、オイスタイン・オーシェト（後にユーロニモスと名乗るようになる）と知り合っている。この出会いがきっかけで、ノルウェーのアンダーグラウンド・ミュージックシーンと関わり合いを持つようになった。
オールド・フューネラル脱退後、ウルク＝ハイをバーズム (Burzum)に改名し活動を本格化する。バーズムの活動に伴い、ノルウェーの初期ブラックメタルシーンと密接な関係を急速に築き上げた。2枚のデモをリリース。その後、ユーロニモスが立ち上げたデスライク・サイレンス・プロダクションと契約。この頃から、Burzumの活動においては、カウント・グリシュナック（Count Grishnackh）と名乗るようになる。1992年から1993年の間に、バーズムとしてアルバム4枚分の楽曲をレコーディングするなど、かなり精力的な活動を行っている。
ヴィーケネスは、バーズムの初期の楽曲のレコーディングする際、1987年に知人から購入した古いウエストンのエレクトリック・ギターを使用していた。エレクトリックベースは、楽器店で最も安いのを使用し、ドラムセットはオールド・フューネラルやイモータル、「近所に住んでいた別のミュージシャン」から借りて使用した。バーズムの3rdアルバム『Hvis Lyset Tar Oss』のレコーディングでは、ヘルハマーがメイヘムの1stアルバム『De Mysteriis Dom Sathanas』のレコーディングで使用したものを借りて使用している。また、ヴィーケネスはピーヴィーのアンプを使用していたが、バーズムの4thアルバム『Filosofem』では、彼の兄弟のステレオのアンプと古いエフェクターを使用している。ボーカルに関していえば、ヴィーケネスは渡されたものであればどんなマイクでも使用した。しかし、『Filosofem』のレコーディングでは、ヴィーケネスは彼らの持っているものの中で、最も粗悪なマイクを意図的に使用している。バーズムの楽曲「Dungeons of Darkness」（1stアルバム『Burzum』）においては、ヴィーケネスは、背景音のノイズのためにグリーグホールの大きな銅鑼を使用している。ちなみに、この銅鑼を打つ際には、ユーロニモスが補助している。
1992年にヴィーケネスは、前年4月8日にメンバーのデッドが自殺したメイヘムにサポートとして加入している。ちなみにヴィーケネスは、デッドが自殺に使用するショットガンの弾丸数発を自殺の数か月前にデッドに送っている。

### 教会放火

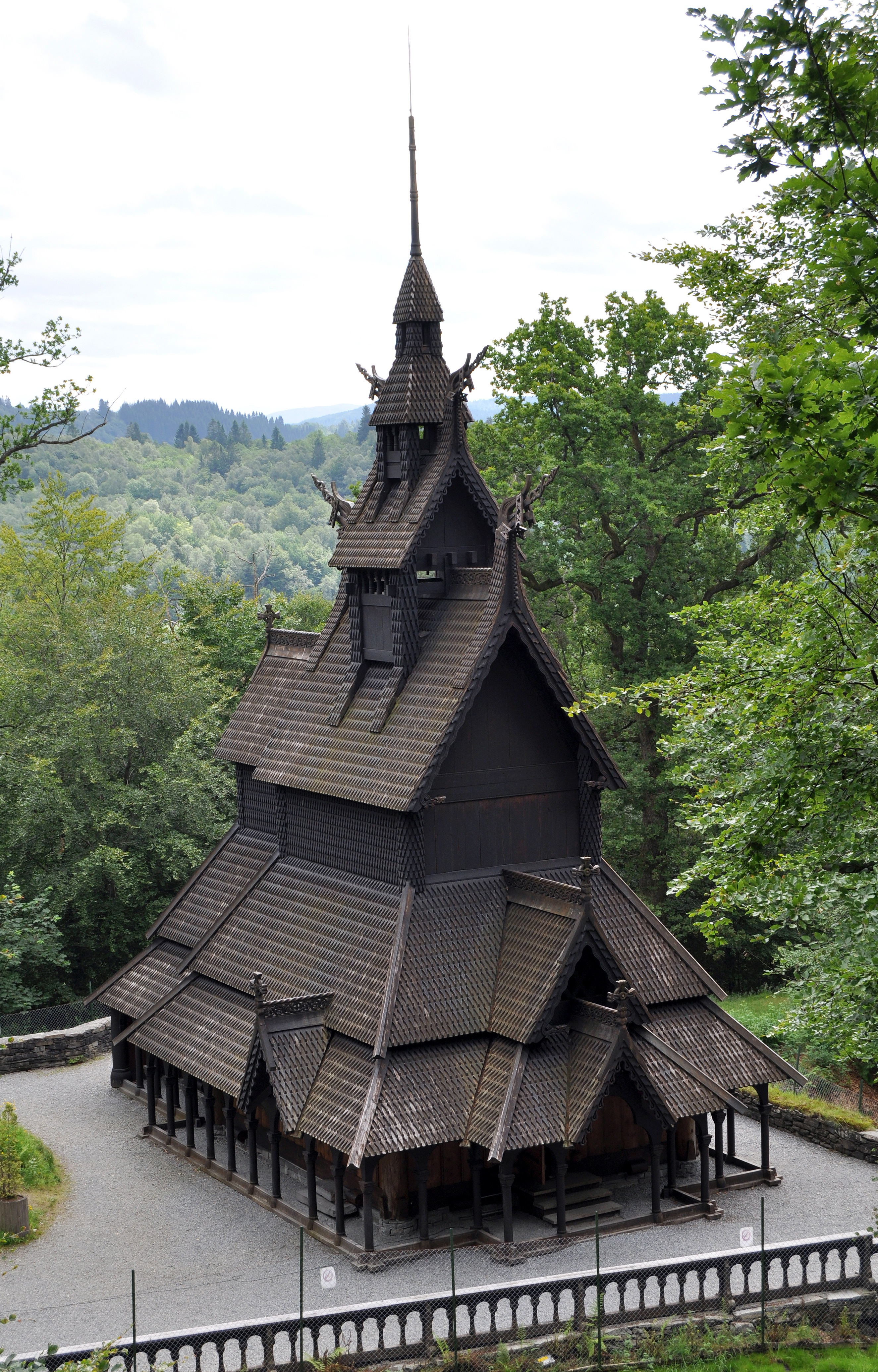
焼失後、再建されたファントフト・スターヴ教会 (2010年)

1992年6月6日、ベルゲンにあるファントフト・スターヴ教会が放火により焼け落ちた。この教会は、12世紀から存在するとされ、建築学的に重要であると考えられていた。1993年1月までに、放火による攻撃は少なくとも7つの著名なスターヴ教会に行われている。その内、1件は1992年のクリスマス・イヴに行われた。ヴィーケネスは、これらの放火のいくつかについて有罪を宣告されている。ヴィーケネスが有罪となったのは、ベルゲンのオソナ教会 (Åsane Church)とストレトヴェイト (Storetveit Church)の放火及び放火未遂それぞれと、ヴィンダフィヨルドのショルド教会への放火、オスロのホルメンコーレン教会の放火である。ヴィーケネスは、前述のファントフト・スターヴ教会の放火についても告発されたものの、陪審員により無罪と評決された。裁判官たちはこれを誤審と呼び、他の裁判へと波及することはなかった。ちなみに、ヴィーケネスはバーズムの1stEP『Aske』のジャケットに、この焼け落ちたファントフト・スターヴ教会の焼け跡の写真を使用した。更に、この逮捕を皮肉ってかオリジナルの『Aske』にはライターがおまけとして付けられた。
ヴィーケネスは、ペイガニズムと有神論的サタニズムの両方がモチベーションだったと噂されるが、彼は、これまでにサタニストになったことなどないと否定している。
マイケル・モイニハンによるインタビューにおいて、ヴィーケネスは教会への放火について、サタニズムよりもゲルマン・ペイガニズムのモチベーションの方が大きかったことを仄めかす答えをしている。
これから言うことは、別に俺が何処かの教会を燃やしたというわけじゃない。しかし、こういう言い方をさせてくれ。誰かが、それを始めたわけだ。俺はファントフト・スターヴ教会の火災について無罪になったが、とにかくそれがすべての始まりだった。この火災は6月6日に起こったから、誰しもがサタニズムと関連付けたんだ。...だが、誰もが見逃していることが、イギリスのリンディスファーン島で793年6月6日に起こっている。それは俺の故郷、ホルダランのヴァイキングによる歴史上最古のヴァイキングの襲撃だ。...奴ら[キリスト教徒]は、俺たちの墓を、俺たちの先祖の墓を穢したんだ。だから、これは報復なのさ。
このインタビュー内容を反復するように、彼は自身の本『Vargsmål』に書いている。「穢された墓所各々のために、ある異教徒の墓が報復を受け、灰燼に帰した10の教会のために、ある異教徒の聖堂が報復を受け、暗殺された10人の聖職者やフリーメイソンどものために、ある異教徒が報復を受ける」
この教会の放火が、オーディニズムやÁsatrúに関係があるのかと問われた際、ヴィーケネスは次のように返答している。「要点は、その教会全て（教会の放火）は誰かに関連がある。ただし、明らかにオイスタインは違う。スタバンゲルの一件を除いた教会放火全ては、別グループの奴らだったからな」
また、スウェーデンのデスメタルバンド（当時）のセリオンの中心人物、クリストフェル・ユンソンの自宅に放火した疑いで逮捕もされたことがある。こちらの事件では、関与を疑われたが、実行犯として当時18歳の少女が逮捕され、ヴァルグとの関係は立証されなかったため、嫌疑不十分として釈放されている。

### ベルゲンズ・ティーデンデ（ベルゲン・ジャーナル）の記事
1993年1月、ノルウェーの最も大きな新聞の一つ、ベルゲンズ・ティーデンデ (Bergens Tidende, BT)の記事によって、ブラックメタル・シーンは一躍メディアのスポットライトを浴びることになった。ヴィーケネスの友人2人が彼にインタビューし、これを印刷するために、そのインタビューをこの新聞社へ持ち込んだ。この匿名のインタビューで、'カウント・グリシュナック' (Count Grishnackh、ヴィーケネスのステージネーム)は、複数の教会への放火とリレハンメルでの男性を殺害をしたと主張した。ベルゲンズ・ティーデンデのジャーナリスト、フィン・ビヨルン・トンデル (Finn Bjørn Tønder)は、友人たちの協力を得て、'カウント・グリシュナック'との面会を行った。記者たちは、あるアパートメントに呼び出され、伝えられるところでは、警察が呼ばれた場合、彼らは短時間でそれを終えることになると警告されていた。そこでは、ヴィーケネスと彼の仲間が、記者たちに自分たちが教会の放火を行った、もしくは誰が教会に放火したかを知っていると述べ、加えてこの攻撃はまだ続くだろうと語った。彼らは、悪魔崇拝者であることを主張し、次のようにコメントしている。「我々の目的は、恐怖と邪悪な行為を広げることだ。[...]これが、われわれがベルゲンズ・ティーデンデにこれらを告白した理由だ」彼らは、記者たちに一度も報道されていない放火についても詳細について語った。ベルゲンズ・ティーデンデは新聞の発刊前に、この放火の詳細を確認するために警察に連絡している。このインタビュー記事は、1月20日のベルゲンズ・ティーデンデの表紙に掲載された。その見出しは、「我々が火を放った」で、顔はほとんど隠れていたものの、2本の大きなナイフを持っているヴィーケネスの写真が掲載された。しかしながら、この記事が印刷されるまでに、ヴィーケネスは既に逮捕されていた。伝えられるところでは、警察は、バーズムのフライヤーの記載された住所に向かう際にヴィーケネスを発見し、逮捕に至った。しかし、ヴィーケネスは、トンデルがヴィーケネスを警察に売ったと信じている。
ヴィーケネスによれば、この匿名のインタビューはヴィーケネスとユーロニモスとで計画されたものだった。彼が言うには、その目的は、人々を恐怖に陥れること、ブラックメタルを宣伝すること、そしてユーロニモスの経営するレコードショップであるヘルヴェテ (Helvete)の顧客を増やすことにあったという。この時、バーズムはちょうどEP『Aske』をリリースする時期だった。ヴィーケネスはインタビューで次のように述べている。「俺は様々な部分を誇張したんだ。だから、記者どもが帰った後、俺達は大笑いしたんだ。なぜなら奴は、俺が奴をからかっていることに全く気付いていないようだったからな」。更にヴィーケネスは、その記事にはヴィーケネス自身が犯罪に加担していることを証明できるようなものな何も無かったと明らかにしている。逮捕後にヴィーケネスは以下のように主張している。「記者どもはインタビューを編集し、[...]一度も俺に記事の内容を読ませることなく、後日、狂っているように見える解釈で発刊したんだ」 。ブラックメタルシーンの他のメンバーの数人も同じく逮捕され、尋問された。しかし、それらすべての嫌疑は証拠を欠いていた。ブラックメタルバンド・ハデス (Hades)のメンバー、ヨルン・インゲ・トンスベルグ (Jørn Inge Tunsberg)はこのインタビューが残るブラックメタルシーンに「悲惨な結果」をもたらしたと語った。それに「奴は何も言っちゃいない」ということだったから、シーンの誰もが奴らが出版社に話すなんて知らなかったとも述べている。そして、シーンの奴らは「激怒」したし、トンスベルグ自身は「うんざりした」と付け加えた。
1993年2月には、ヴィーケネスのインタビューがノルウェーの雑誌「ロック・フローラ」に掲載された。その中で、ヴィーケネスは刑務所のシステムについて語っている。「そこ（刑務所）は素晴らしすぎる場所だ。全くもって地獄ではないよ。俺たちの国の囚人たちは、ベッドにトイレ、シャワーまで与えられる。本当に馬鹿げたことだ。俺は警察に、本当の地下牢にぶち込んでみろと言いたいし、暴力の使用を奴らに奨励したいね」。ヴィーケネスは、証拠不十分で3月には釈放された。
このエピソードから少しして、オスロ警察はこの教会放火事件の捜査班をベルゲンへと派遣した。そこで、彼らは暫定本部をホテル・ノルゲ (Hotel Norge)に設置した。『ブラック・メタルの血塗られた歴史』によれは、警察の報告書を引用し、ヴィーケネスはそのドアをノックし、「事実上、彼の方法でそのスイート (本部)に侵入しようとした」と書いている。彼は、「鎖帷子に身を包み、ベルトには2本の大型ナイフを装備し、ヴィーケネスのボディーガードか取り巻きであるかのようにふるまう2人の若い男を傍においていた」。ヴィーケネスは、「権力者達に悩まさせられ、うんざりしていると語り、加えて警察のブラックメタルシーンに対する取り調べを止めるように述べた」。ヴィーケネスには警察に命令する権限がないと言われると、ヴィーケネスは「一歩下がって、ローマ式敬礼をしている」。

### オイスタイン・オーシェトの殺害
1993年前半には、オイスタイン・オーシェト（ユーロニモス）とヴィーケネスとの人間関係は悪化し、対立関係となった。加えてユーロニモスはスウェーデンのブラックメタルシーンとの対立も起こしていた。ベルゲンズ・ティーデンデの一件の後、警察やメディアから注目を受けるようになったヘルヴェテをユーロニモスは閉店すること決めた。
1993年8月10日の夜、ヴィーケネスとブラックソーン (Blackthorn)はベルゲンからオスロのトイェン通り (Tøyengata)にあったユーロニモスのアパートメントへと車で向かった。アパートメントでは衝突が起こり、ヴィーケネスはユーロニモスを刺殺した。ユーロニモスの遺体は、アパートメントの外階段で発見され、合計23か所の創傷があった。当初は、多くの人々がスウェーデンのブラックメタルシーンの人物が殺人犯であると考えていた。
そして、この殺人は権力闘争の結果、もしくはバーズムのレコードに関する金銭トラブル、もしくはリレハンメルでの殺人を凌駕することを試みたのではないかと推測された。実際に、『Aske』リリース後、ヴィーケネス（バーズム）はデスライク・サイレンス・プロダクションを離脱。自主レーベル・シモフェン・プロダクションを設立している。しかし、ヴィーケネスはそれらすべてを否定し、自己防衛のためにユーロニモスに攻撃したと主張した。彼が言うには、ユーロニモスはスタンガンでヴィーケネスを気絶させようと企て、彼を行動不能にして、拷問にかけ、その拷問の中で死に行く様をビデオに撮ろうとしていたと主張した。ヴィーケネスは次のように説明している。「もし奴がそのことを皆に話していたのなら、俺は真剣には受け取らなかっただろうな。だが、奴が友人の中でもごく少数にのグループにだけそのことを話していて、その中の1人が俺に打ち明けてくれたんだ」。彼が言うには、ユーロニモスがヴィーケネスを待ち伏せするために、無署名の契約を名目とした会議を利用すること計画しているとのことだった。ヴィーケネスが4階にあったユーロニモスの部屋に向かっている間、ブラックソーンは外で煙草をふかしていた。ヴィーケネスが言うには、ヴィーケネスがユーロニモスに玄関で会い、契約書をヴィーケネスに持ってきた。しかし、ヴィーケネスは部屋に入ろうとし、ユーロニモスと向かい合った。そしてユーロニモスは「パニックを起こし」、ヴィーケネスの胸を蹴りつけた。二人は取っ組み合いになり、ヴィーケネスはユーロニモスを刺殺した。ヴィーケネスは、ユーロニモスの創傷の多くは、取っ組み合いの末に落下した際、割れたガラスによるものであると強く主張している。ユーロニモスの殺害後、ヴィーケネスとブラックソーンはベルゲンへと車で戻っている。この道中、彼らは湖に立ち寄り、ヴィーケネスは血の付いた衣服を処分している。この自己防衛の主張に基づく話は、エンペラーのドラマーであるファウストなどには信用されていない。
ヴィーケネスによれば、ブラックソーンはただ新しいギターリフをユーロニモスに披露するために同行しただけで、彼は「間違った時に間違った場所にいた」だけだったという。ブラックソーンは、1993年の夏、彼はほとんどの期間、精神科に予防拘禁されていたが、ベルゲンへと逃走し、ヴィーケネスと過ごしていたと主張している。彼は、ヴィーケネスがユーロニモスの殺害を計画し、自分に付いてくるように強制したと述べている。殺人について、ブラックソーンは「俺はそれに反対することなどできなかった。俺は、オイステインのことを悪く思っちゃいない」。ヴィーケネスは、ブラックソーンの主張を「俺が[殺人について]奴を非難することができないような防御」と呼んでいる。

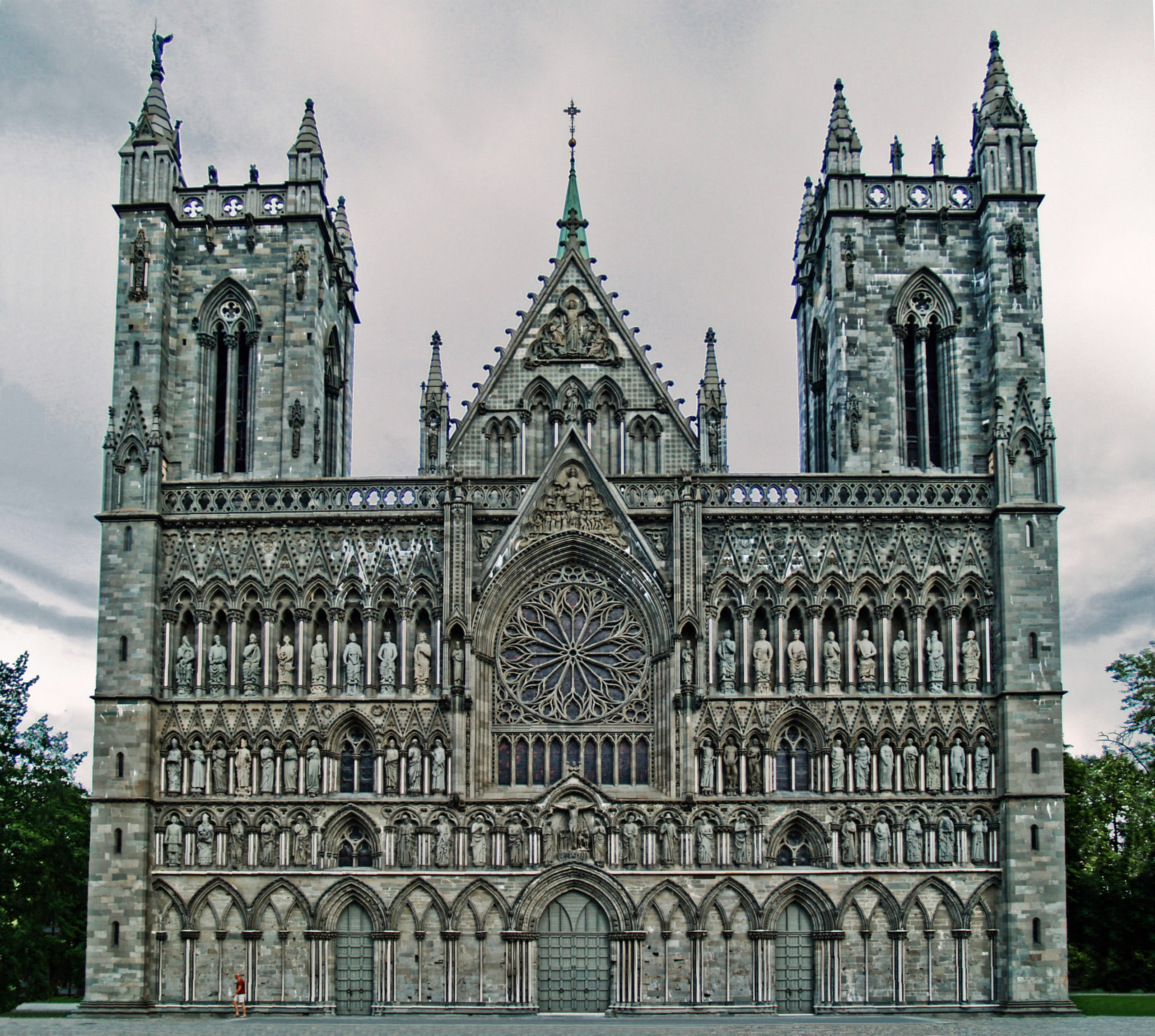
ニーダロス大聖堂 (2006年)

ヴィーケネスは、1993年8月19日にベルゲンで逮捕された。警察は、ヴィーケネスの自宅で150kgもの爆発物や3,000発の弾丸を発見している。
『Encyclopedia of White Power』によれば、ヴィーケネスはその爆薬は「オスロのブリッツ・ハウス、極左の奴ら、アナキストどもの集まりを爆破するためのものだ」と語っている。伝えられるところによれば、その計画は「実行直前であった」とされ、ヴィーケネスの逮捕によって防がれた。1999年に最初に刊行された記事において、ケヴィン・クーガンは、ヴィーケネスの計画したブリッツ・ハウスへの攻撃計画について、ユーロニモス殺害のあり得そうな動機であると指摘している。クーガンは次のように書いている。「『ブラック・メタルの血塗られた歴史』は、ヴィーケネスがメタルヘッドになる前、十分にファシストだったという強力な証拠を示している」。それからクーガンは更に、ヴィーケネスの「ブリッツ・ハウスと呼ばれたオスロを本拠地とする若者の反ファシストの本拠地を滅ぼす」目的についても言及している。そして最後に、「ヴィーケネスには、ブリッツ・ハウスの爆破の前にユーロニモスを殺害する以外に選択肢は無いと感じていたのではないか。なぜなら、'共産主義者'は、そのような行いにほぼ確実に反対するだろうからだ」と〆ている。メディアは、ユーロニモスとヴィーケネスが、ノルウェーを代表する大聖堂であるトロンハイムのニーダロス大聖堂をも爆破する計画を企てていたと推測した。ちなみにこのニーダロス大聖堂は、メイヘムの1stアルバム『De Mysteriis Dom Sathanas』のジャケットにも使用されている。ヴィーケネスは、2009年のインタビューでこれらの主張を否定し、次のように述べている。「俺は、俺たちがいつか攻撃された時に、ノルウェーを守るために（爆発物と弾丸を）手に入れただけだ。冷戦の間、アメリカ合衆国とソヴィエト連邦は俺たちを攻撃する決定を下したかもしれない。俺たちが最後に攻撃された時のこと考えれば、俺達には政府も、王族も、軍隊さえも信じるような理由はない。俺達の人生は、俺たち自身にゆだねられているんだ」。

### 裁判
ヴィーケネスの裁判は、1994年5月2日から開始された。ブラックソーンやファウストを含む、ブラックメタルシーンの他のメンバー達も、同様の時期に裁判にかけられた。彼らの中の数人は、彼らの犯罪を告白し、その他のことについても自白している。『ブラック・メタルの血塗られた歴史』によれば、「ヴィーケネスは、自身が黙秘を貫いている間の他のメンバーの自白という現実にうんざりとしていた」。裁判の間、メディアは「この50年間において、我が国に初めて現れた怪物（ブギーマン）」であるとヴィーケネス像を作り上げた。裁判において、彼、ブラックソーンと別の友人が殺害を計画していたと主張された。その3番目に挙げられた人物は、ベルゲンのアパートメントにいたというアリバイがあった。彼らがベルゲンから出かけていなかったように見せるため、彼はビデオを借り、それらをアパートメントでかけたり、ヴィーケネスのクレジットカードから金銭を引き出している。1994年5月16日、ヴィーケネスはユーロニモスの殺害、3件の教会放火、4件の教会放火未遂、窃盗、150kgの爆発物所持で有罪となり、懲役21年を宣告された。懲役21年は、ノルウェーにおける最高刑である。しかし、ヴィーケネスは手紙で自白したのみである。ヴィーケネスが判決を受けた日には、2件の教会が「おそらく支援の声明の象徴として」焼き落とされた。ブラックソーンは、オーシェトの殺害には関与せず、ただ階段下でたばこを吸っていただけだったが、殺人の共犯として懲役8年を宣告された。ヴィーケネスは彼の評決を読んだ際に笑みを浮かべ、この時の写真がニュースメディアを通じて広く印刷された。
この月には、メイヘムの1stアルバム『De Mysteriis Dom Sathanas』がリリースされた。同アルバムでは、ユーロニモスがエレクトリック・ギターを、ヴィーケネスがベースを担当している。このリリースの前には、ユーロニモスの家族はメイヘムのドラマーであるヘルハマーにヴィーケネスのベーストラックの削除を依頼していた。このことについて、ヘルハマーは「俺は、殺人加害者と殺人被害者が同じレコードにいることがふさわしいと思ったんだよ。だからベースパートについてリレコーディングするとは言ったんだが、結局やらなかったんだ」

### 塀の中で
ヴィーケネスは、ベルゲン、トンスベルグ、リンゲリケ、トロンハイム、トロムソの各刑務所で刑期を勤めた。
1994年暮れ、ヴィーケネスはノルウェー語の本『Vargsmål』を書き上げた。彼が言うには、この本は「メディアの嘘全て」から彼自身を守るため、そしてこの時の彼の孤独と怒りの痕跡を残すことが目的だった。しかしながら、ヴィーケネスは、「刑務所当局は原稿を没収しやがった。そして数年間、俺はその原稿の校正すら許されなかった。これは未完成の原稿で、個別の記事から成り立っているものだ。理想的にいえば、これが出版される前に修正をできるようになりたかったんだが、結局それは出来なかった。結局のところ、俺は改訂をあきらめて、この間違いが散見され、全くもってバランスに欠いている記事で成り立っている形で出版されたんだ。」と主張した。
1997年4月8日、ノルウェー警察はヘムネスのネオナチ5人を逮捕した。その若者たちは、自称「アインザッツグルッペン」の一員であり、ノルウェーの官公庁や宗教施設への攻撃を企てていた。それに加えて、ヴィーケネスを刑務所から脱獄させることも計画していた。そのグループは、準軍隊的な装備を所持していた。例えば、拳銃、爆弾、防弾チョッキ、鋼鉄のヘルメット、そして目出し帽などが挙げられる。そのメンバーの内の一人、トム・エイタネス (Tom Eiternes)は、休暇中に脱獄するまで、ヴィーケネスと友人となった。ヴィーケネスの母親、ヘレーネ・ボーレは、10万ノルウェー・クローネをこの団体に寄付していたとして逮捕された。彼女は自白したものの、彼らが「極右過激派」であることを知らなかったと主張し、彼女の息子は、他の受刑者から攻撃を受けていると語った。伝えられるところでは、1996年の暮れ、ヴィーケネスは他の受刑者との格闘の末、顎を骨折している。しかしながら、刑務所の責任者は、彼女の主張は事実無根であり、警察もその金銭がヴィーケネス自身から流れてきたのではないかと疑っていた。『ブラック・メタルの血塗られた歴史』には、ヴィーケネスは「スキンヘッド」のように頭髪を剃毛することを受け入れ、この頃からバックルにSSの紋章が入ったベルトを着用するようになった。ヴィーケネスの母親は、自身の自白にもかかわらず、有罪宣告されなかった。そして1998年に「アインザッツグルッペン」の一件は幕引きとなった。
ヴァルグが刑務所に収監された後も、イギリス人女性、Tiziana Stupiaがバーズムの作品をリリースするために立ち上げた、ミサントロピー・レコードからバーズムの3rdアルバム『Hvis Lyset Tar Oss』が1994年に、4thアルバム『Filosofem』が1996年にリリースされている。これは、1993年の逮捕前にレコーディングされていた音源をアルバムにしたものである。
刑務所で過ごす間、ヴィーケネスは2枚のアルバムを録音している。この2枚のアルバムは完全なアンビエント、ダーク・アンビエントアルバムとなっている。1枚目のアルバムが『Dauði Baldrs』で、1994年から1995年にかけて録音され、1997年10月にリリースされた。2枚目のアルバムが『Hliðskjálf』で、1998年に録音され1999年4月にリリースし荒れている。ヴィーケネスは刑務所に収監中は、ギターの持込が許可されず、小型のシンセサイザーしか持込を許可されなかったため、アンビエントアルバムとなっている。そして、2000年にヴィーケネスは自身の音楽プロジェクト（バーズム）の活動終了する。彼は、彼の哲学が、ブラックメタルやサタニズムととても近い関係にある無学なファンたちが、彼の哲学をいつも誤解釈していると信じていた。後にウェブサイトを通じて、ヴィーケネスは刑務所から釈放されたのちには、バーズムの活動を再開することを望んでいると表明した。ウェブサイトには、「俺は数冊の本を出版するつもりだ。もしかしたら、匿名性を保つためにペンネームを使うことになるかもしれない。それからバーズムのアルバムを1枚か2枚リリースするつもりだ。だがそれはそれだ。」。
1998年から2004年にかけて、ヴィーケネスは更に5冊の本を獄中で書きあげている。1998年にノルウェー語の本『Germansk Mytologi og Verdensanskuelse』（「ゲルマン民族の神話と世界観」の意）を執筆。処女作『Vargsmål』を除くと、この本だけが出版されたものだった。2004年には、ヴィーケネスはこの本を英語に翻訳、新たな記事を追加し、題名も改題して出版された。改題後の英語名は『The Mysteries and Mythology of Ancient Scandinavia』（「古代スカンディナヴィアの謎と神話」の意）である。1999年にヴィーケネスは、『EihwaR』という本を執筆している。この本は、「学生とその敵対者の間の対話形式の政治・歴史・哲学を扱った小説」である。同書もヴィーケネスの手によって英語訳され、『The Religion of the Blood』（「血の宗教」の意）という英語題が付けられた。同年には、「巫女の予言」の解釈について、ノルウェー語とその英語訳で執筆している。2000年から2001年の間には、ヴィーケネスは『Teorier』（「理論」の意）を執筆している。この本は、習慣や信仰の違いの起源についての理論や、先史時代についての短い物語で構成されている。しかしながら、ヴィーケネスはこの本の執筆を止めることを決めている。2003年から2004年の間に、ヴィーケネスは「ゴシック＝ファンタジー小説」・『The Cult of Hel』を執筆した。また、2003年暮れまでに、ヴィーケネスはバーズムのオフィシャルウェブサイトとなるBurzum.orgのための記事の執筆も始めている。
2003年8月、ヴィーケネスは高いセキュリティを誇るベルゲンの刑務所から、セキュリティの低いトンスベルグの刑務所へ移送された。同年10月15日、地元紙のトンスベルグス・ブラドが、ヴィーケネスを酷評する記事を掲載した。10月26日に、ヴィーケネスは短期間の仮釈放中に逃走を図る。ヴィーケネスはヌーメダルで車を止めさせた。この車の中には、3人の家族がおり、彼らが後に語ったところによれば、ヴィーケネスは拳銃を突きつけ、この車をハイジャックした。約19時間後、警察がこの車をロメリケで止めさせ、ヴィーケネスは逮捕された。この車には、ナイフやガスマスク、カモフラージュのための服、ポータブルのGPSナビゲーター、地図、コンパス、ラップトップパソコン、携帯電話が載せられていた。警察は更に、ローラグにあるヴィーケネスの小屋で、彼が隠し持っていた拳銃とAG3自動小銃が発見されている。そして、警察は彼の闘争は「十分に計画され、外部の複数の人間からの支援を受けていた」と結論付けた。逃走の前、ヴィーケネスは母親に手紙を送っている。この中で、ヴィーケネスは、自分が殺人の脅迫を受けていること、前述の新聞記事が掲載されてから、収監者が自分の首を絞め殺そうとしたことを書いている。ヴィーケネスはこの逃走未遂によって、13か月の刑期延長が宣告され、リンゲリケの刑務所へ移送されている。2004年7月、ヴィーケネスはノルウェーで最も厳重なセキュリティを誇るトロンハイム刑務所に移送された。そして刑期の最後の3年間はトロムソ刑務所に収監されていた。
ヴィーケネスが有罪宣告を受けた時、ヴィーケネスは懲役21年の判決ながら12年の刑期で仮釈放される可能性があった。しかし2002年に、12年の刑期が過ぎる前に、ノルウェー議会は、この仮釈放の可能性が発生する刑期を14年まで延長している。2006年6月、12年の刑期を終えた際、ノルウェーの刑事司法省はこれを理由にヴィーケネスの仮釈放を却下している。ヴィーケネスの弁護士であるジョン・クリスティアン・エーデン (John Cristian Eldenは、この基準の変更は、事後法に当たると訴えた。ノルウェー憲法97条において、遡及力を持つ法律の制定は禁止されている。ヴィーケネスは2008年6月にも仮釈放を却下されたが、短期間、家族と自宅で過ごすことが認められた。この時、ヴィーケネスの刑期は7年残っていた。しかしながら、2009年3月、ヴィーケネスの仮釈放が公表された。結局、懲役21年の内15年間の刑期となった。同年5月22日、ヴィーケネスは刑務所から出所し、保護観察となることが承認された。
5月29日、ヴィーケネスの出所の翌日、ヴォーレルの教会が放火により焼失した。この時、ノルウェーのサタニズムの「専門家」は、これは「ノルウェーにおける教会への攻撃の新しい流れの始まり」となるかもしれないと述べた。

### 釈放後
刑務所での最後の1年間、ヴィーケネスは1993年に生まれた娘がいることを公表した。更に2007年生まれの息子についても初めて公表している。2008年のインタビューで、ヴィーケネスは彼と彼の妻、マリー・カシェに3人目の子供がほしいと語っている。ヴィーケネスの出所後、彼と彼の家族は、テレマルク県ボーで小さな農場に住んでいた。しかし、後にフランスのリムーザンへと移住した。
釈放後、ヴィーケネスはバーズムの活動を再開。再開後は、3枚のブラックメタルのアルバム『Belus』 (2010)、『Fallen』 (2011)、『Umskiptar』 (2012)と、リレコーディング・コンピレーションアルバム『From the Depths of Darkness』をリリースしている。2013年4月27日に、ヴィーケネスは公式YouTubeチャンネルにおいて、「Back to the Shadows」とタイトルされた楽曲を投稿した。ヴィーケネスは、この楽曲がバーズムでリリースされる最後のメタルの楽曲になると述べている。同年にはバーズム名義で、アンビエントアルバム『Sôl austan, Mâni vestan』をリリースしている。
ヴィーケネスは、バーズムのウェブサイトと、2013年1月に開設した個人ブログ「Thulean Perspective」での執筆活動を続けている。また、「Anoestral Cult」というウェブサイトを妻と共に開設した。

### 2013年の逮捕と2014年の有罪判決
7月16日に彼はコレーズ県でテロ行為の計画の疑いにより、フランス国籍を持つ彼の妻もともに逮捕された。この逮捕は、彼の妻が4丁のライフルを購入したことに端を発している。後に、監督官庁の担当者は、ヴィーケネスの妻が今回のライフル購入に先立って法的に有効な火器所有許可を有していたと述べている。具体的なテロの計画及びテロの対象を警察が特定できなかったため、2人はなんらの処罰を受けることなく7月17日に妻が、18日に彼が釈放された。
それに代わって、ヴィーケネスはユダヤ人とムスリムに対する人種差別を扇動したとして、フランス当局から告発された。2014年7月8日、ヴィーケネスは人種差別扇動について有罪判決を受け、懲役6か月と8000ユーロの罰金が科せられた。
2014年には、ロシア連邦政府からの命令を受け、著書「Vargsmål」と「Rechi Varga」のロシア語版がバーズムのサイトから削除された。

## 思想と価値観
クッドリック＝クラークによると、「刑務所に収監されている間、ヴィーケネスは、レイシズムと神秘主義的なナショナル・ソーシャリズムを兼ね備えたノルウェーの神話を題材として用いて、民族主義的異教イデオロギーの構築を始めた」。グッドリック＝クラークは、ヴィダル・フォン・ヘシュケ (Vidar von Herske)によって短期間出版された「ネオナチ雑誌」『Filosofem』に掲載されたヴィーケネス執筆の記事を基にして、この様な推測を行っている。グッドリック＝クラークは、『ブラック・メタルの血塗られた歴史』と、ヴィーケネスが刑務所に収監されてから執筆を始めた『Vargsmål』とタイトルづけられた宣言も用いている。『ブラック・メタルの血塗られた歴史』によれば、『Vargsmål』は、かつて1996年にインターネットで入手できるようになったが、印刷はされなかった。1997年に、ノルウェーの出版社からペーパーバックとして出版された。この出版はヴィーケネスの母、ヘレーネ・ボーレが資金管理していた。ヴィーケネスはウェブサイトの記事で、自身の著作の英訳を非難する声明を出している。ヴィーケネスは、ウェブサイトで「『Vargsmål』は、俺が若く、孤独だったときに怒りの中で書いたものだ。だから、この本はそれに満ちているんだ」とも述べている。
ヘヴィメタルドキュメンタリー映画『メタル ヘッドバンガーズ・ジャーニー』で、この映画のディレクター、サム・ダンはヴィーケネスのことを「メタルの歴史の中で最も悪名高いミュージシャン」だと述べている。

### 政治的思想
有罪判決の後、ヴィーケネスは自分自身をネオナチであると定義し始めた。『Encyclopedia of White Power』は、ヴィーケネスのことを「獄中からオダリストとナショナル・ソーシャリストの哲学を熱心に宣伝している」であると記述している。
2005年7月にウェブサイトに掲載された記事「ナチの亡霊 (The Nazi Ghost)」で、ヴィーケネスはこれまで「時折「ナチズム」という言葉を[彼の]イデオロギーの土台として使っていた」にもかかわらず、自身はもはやナチではないと述べている。
俺はこれまで、「ナチズム」に引き付けられ、時折擁護してきた理由は、主にノルウェー（とドイツ）の「ナチス」の多くが、俺たちの異教信仰を血の宗教として内包しており、ユダヤ教の異端としてユダヤ・キリスト教を否定していたからだ。
ヴィーケネスは、反スラヴとは関係ない願望を表明している。彼は、自身を「ナチス」と区別する点として3つの事柄を定めている。それは、「彼らと違って、俺は（ナチズムほどの国家レベルの）社会主義じゃないし、俺は唯物主義でもないし、俺は（古代スカンディナヴィア）民主主義を信じているんだ」。
1990年代後半、「混乱を避けるため」と「より適切で正確な表現を探すため」に、ヴィーケネスは、ルーン文字の「オーザル」を基にして「オダリズム」という言葉を造り出した。彼は、「それは、ペイガニズムと伝統的なナショナリズム、レイシズムと環境主義を含んでいる」と説明している。ヴィーケネスは、それと「現代の'文明社会'」と対比している。ヴィーケネスは、それを「資本主義、唯物主義、ユダヤ・キリスト教、公害、都市化、人種混合、アメリカニゼーション、社会主義、グローバリゼーションなど」と同一視している。

「ナチの亡霊」は60年間を経た現在でも彼らの血と祖国のことを気にして、数百万のヨーロッパ人を恐怖させている。そして、俺たちはこの幽霊を拭い去り、俺達に重要なこのことについて（好きか嫌いかに関わらず）考え始める時だ。

ヴィーケネスのウェブサイトの別の記事で、彼はノルディシズム、レイシズムと優生学を取り入れている。しかしながら、彼は次に続くのそれぞれ自身の文化は、全ての人々に等しく有効で有益であるという点を強調している。ヴィーケネスは、彼が人種主義者であるにも関わらず、彼は誰も憎んでいないし、「憎悪はばかげたものだ」と語っている。
ファンからの質問への返答で、ヴィーケネスは、欧州連合への軽蔑を表した。その中で、それは「すっかり頽廃しており、完全に官僚的で、優勢なカトリックで、完全に混沌」であると述べている。

#### ヒーゼン・フロントへの関与
いくつかの資料によれば、刑務所に拘留されている間、ヴィーケネスはネオ＝フェルキッシュ・ヒーゼン・フロントの中で中心的人物となった。このヒーゼン・フロントは、ノルウェーでNorsk Hedensk FrontまたはNHFとして設立され、それから国際的な組織であるAllgermanische Heidnische FrontまたはAHFへと成長を遂げた。出版時のことであるが、『Encyclopedia of White Power』とスウェーデンの学者、マティアス・ガーデルによる『Gods of the Blood』では、ヴィーケネスをNorsk Hedensk Frontのリーダー（そして設立者）であるとみなしている。グッドリック＝クラークは、『Vargsmål』の内容から「彼のNorsk Hedensk Frontにおける指導者としての役割」でヴィーケネスをはっきり示した。
2009年にヴィーケネスに行われたインタビューで、ノルウェーの新聞・ダグブラデが発行したもので、ヴィーケネスが刑務所に収監中にネオナチや人種差別団体と関係持っていたと指摘した記事について次のように返答している。「俺は、そんな団体を結成したこともメンバーになったことも無い。俺がメンバーとなったことのある唯一の団体は、リクスモール協会だけだ。」
burzum.orgに掲載された2004年のインタビューで、ヴィーケネスがAllgermanische Heidnische Frontとの関係について問われた際、ヴィーケネスは、それはNorsk Hedensk Frontがネオナチ団体で、ヴィーケネスがその団体のリーダーであると再三書き続ける反ファシズム団体であったと指摘している。それを彼は迫害であると主張している。彼は、「[ノルウェーの]秘密警察は断固として」ヴィーケネスがヒーゼン・フロントのリーダーであると主張したとも語っている。ヴィーケネスは続けて、この主張の結果、「反ファシズム/監視の馬鹿どもと秘密警察がしようとした」こと、ヴィーケネスがヒーゼン・フロントから離れることになったと述べている。実際問題として、ヴィーケネスはこれまで、刑務所収監中にもそのような団体のメンバーになったことはなく、彼らの活動に参加することも無かったし、「彼らの半分にも」会ったことはないと述べている。もし彼が彼らの雑誌に記事を書こうとしたならば、彼がメンバーであるかどうかに関係なく、彼は記事を掲載することはできただろう。

### 宗教
「ヴァンパイア」マガジン・スペインの2010年3月18日号に掲載されたヴィーケネスへのインタビューで、ヴィーケネスは彼の人生で重要な役割を果たしているオーディニズムについて問われ、次のように答えている。
そうだな、俺はどうにも信心深い人間ではないんだが、俺は異教徒の観念と異教徒の価値観を持っている。俺は、血や土、名誉を信奉している。要するに、家族、地元とハミンギャや、強さ、伝統、勇気だ。そして俺は、ヨーロッパの目覚めを信じている
ヴィーケネスは、ダークスローンの楽曲数曲の作詞を手掛けている。その作詞では、古代ドイツの民間伝承から着想を得て使用している。この歌詞においてサタンは、光の源とされる「目」（すなわち太陽）の文脈では北欧神話の神・オーディンの側面として描かれている。この他にも、「槍」や「戦いの場」の関する言及もあり、それらもオーディンのことを直接的ではないながらも参照している。これは、ユダヤ教とキリスト教の伝統における「敵」としてのオーディンを2つの意味でとらえているためである。このため、ヴィーケネスは、サタニズムがキリスト教に対する反動的なものであると考え、それに幾度となく反対しているにもかかわらず、多くの人々がヴィーケネスがサタニストである、もしくはだったと推測している。
ヴィーケネスは以下のように述べている。
キリスト教は頽廃的な奴らによって作り出され、抑圧の道具としてローマ帝国末期時代に、ローマ人達を頽廃へと導いたんだ。だから、それはこれに応じた扱いをされるべきなのだ。心や精神はあたかも手錠を掛けられた様で、ただ人類を破滅させるだけに他ならない。実際、俺はキリスト教を宗教だなんて思っていない。これは、精神的な疫病、大衆の精神病と言った方が良いだろう。だからこれはとりあえず真っ先に、医学を用いて解決されるべき問題として取り扱うべきだろう。キリスト教はダイアグノーシスだ。これは、イスラム教や他のアジアの「宗教」のような、精神や心のHIV/AIDSだ。
ヴィーケネスは現在、「忠誠、知恵、勇気、愛、規律、誠実、知性、美しさ、責任、健康そして強さに関するペイガンの価値観や理想、を基に作り上げられたものを基礎にした現代的な科学的世界観」を持っている。彼は、人種と知性と知性と宗教の両方の間に直接関係があると指摘しており、有神論を「下等な人種」だけのにための「精神的奴隷化」であると非難している。ヴィーケネスは、「もし、目的を得るためにペイガニズムが何らかのイデオロギーになる必要があったとしても、宗教にはならない」と主張し続けている。「石器時代の誤解」を持ち続けている主流の有神論へを非難しているにも関わらず、ヴィーケネスは宗教的神話が、生命の起源や死後の世界など、自然界の完全な理解を達成していない科学の分野に入っていくべきだと考えを持ち続けている。
2009年後半、ヴィーケネスは彼のウェブサイトに次のような記事を投稿している。「俺は明らかにそこと違う世界で生きている。そこでは、誰もが恐怖や嫌がらせなどなく、現実の認識について議論することができる。要するに、寛容と敬意の世界、知的な議論と誠実の世界だ。お前たちの数人はどうもそうじゃない、だから俺は話すときに注意しなければならない」
『Vargsmål』に加えて、ヴィーケネスによる彼の個人的な世界観の作品には、『Irminsûl』と『Germansk Mytologi og Verdensanskuelse』がある。
2011年、ヴィーケネスは自身の作品を初めて英語で出版した。『Sorcery and Religion in Ancient Scandinavia』と題された作品は、特に石器時代から青銅器時代の間のスカンディナヴィアの人々の宗教に関する習慣について書かれた『Germansk Mytologi og Verdensanskuelse』を再校したものである。現在の学術的領域のほとんどからは却下されているが、彼は、神話を死や埋葬、支配に関係する毎年の儀式の側面を代表しているという解釈をしているジェームズ・フレイザーによる『金枝篇』からインスピレーションを受けている。これには、各節がヴィーケネスに従った意味も含む『巫女の予言』の新しい訳も含まれている。
2013年に、彼と彼の妻、マリー・カシェは古代ノルウェーの異教儀式を題材とした『ForeBears』という映画をリリースしている。

### ヴィドクン・クヴィスリングの影響

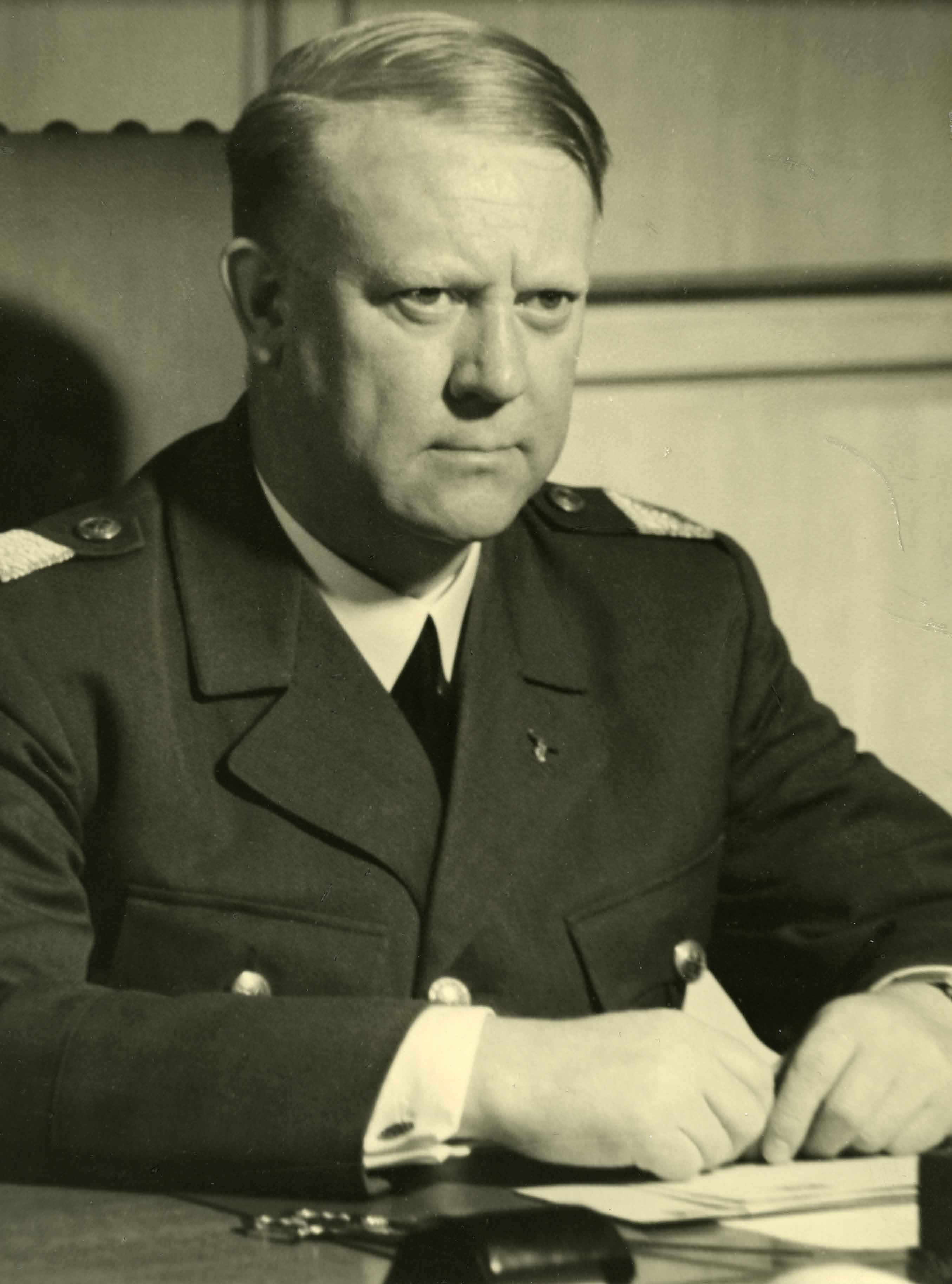
ヴィドクン・クヴィスリング

ヴィドクン・クヴィスリングは、1942年から1945年の間、ナチス・ドイツ占領下のノルウェーにおいてナチスに協力的な政権の指導者としてノルウェーに君臨した人物である。彼は、クヴィスリング体制の不随意の創始者であり、「ユニバーシズム」と題された極端に曖昧で深遠な学説を開拓している。彼についてのオンラインの記事は、彼の「控えめで知的な影響」についてだけに言及しており、彼は常にこの学説を「ノルウェーのブラックメタルの確実で極端な素質である」として胸に抱き続けていた。この印象は、『ブラック・メタルの血塗られた歴史』で与えられた。この書籍のインタビューでは、ヴァルグ・ヴィーケネスはクヴィスリングの宗教は異教なのかそれともキリスト教であるのかどうかという疑問に直面している。モイニハンとソーデリンドは次のように書いている。「ヴィーケネスは彼の先行者としてヴィドクン・クヴィスリングがいることを明かした」。ある時期、彼は一時的に自身の芸名を「クヴィスリング (Kvisling)」としていたが、彼は『Vargsmål』において、この選択について説明している。
俺の女系の祖先にあたる人に、スザンナ・マレーナ・キスリング (Susanne Malene Qisling)という人がいた。彼女は1811年2月6日に生まれ、1891年5月10日に亡くなった〔ママ〕。キスリングは、「王家の子孫の一族」という意味だ。[...]
ヴィーケネスは、あるインタビューで、「彼ら（第二次世界大戦開戦時のノルウェー政府の関係者）は、まるで鶏のように走り、ノルウェーから逃げ出した。そして、権力にいる人物はいなくなってしまった。だから、ヴィドクン・クヴィスリングが秩序を取り戻すことを試みたとき、彼は戦後心臓に受けた弾丸に感謝した」と語っている。これが、『ブラック・メタルの血塗られた歴史』以外にヴィーケネスがヴィドクン・クヴィスリングに言及した一文として唯一知られているものである。www.burzum.orgでは、ヴィーケネスはヴィドクン・クヴィスリングには一切言及していない

### 指輪物語
幼い時、ヴィーケネスはJ・R・R・トールキンによって作り上げられた中世地球の小説の国に魅了された。彼のステージネームであるグリシュナック (Grishnackh)は、『二つの塔』に登場するオークから採られた。また、闇を意味するバーズム (Burzum)という名前は、『指輪物語』の一つの指輪に刻まれた暗黒語から採られている。この刻印は、「Ash nazg durbatulûk, ash nazg gimbatul, ash nazg thrakatulûk agh burzum-ishi krimpatul」と書かれており、日本語訳は、「一つの指輪は全てを統べ、一つの指輪は全てを見つけ、一つの指輪は全てを捕らえて、暗闇の中に繋ぎとめる。」である。加えて、オールド・フューネラルに加入する前、バーズムはウルク＝ハイ (Uruk-Hai)という名前で呼ばれていた。この名前も指輪物語の登場人物から採られたものである。
ヴィーケネスは、彼のウェブサイトで指輪物語に関して、この本に含まれるペイガニズムとの関連を指摘しているが、同時にトールキンのカトリックの信条のユダヤ＝キリスト教的文脈も認めている。

## 世間への波及

### Satan rir media
トーシュテン・グルーデは、『Satan rir media』（「メディアに乗るサタン」の意）と題されたノルウェーのドキュメンタリーを制作した。これにヴィーケネスはより好意的な感想を述べている。このタイトルに含まれているように、この映画は、一般的なブラックメタルシーンと教会放火の事件について、しばしばヒステリックになるメディアの報道に焦点があてられている。この映画において、ヴィーケネスは、彼が終わらせた匿名のインタビューの後、彼の個人情報について警察に故意に密告した「ベルゲンズ・ティーデンデ」の記者たちを非難している。ヴィーケネスはそのインタビューが発行される前、インタビューからわずか1時間後に逮捕されていた。その後、証拠不十分として、記事の発行から一週間後に釈放されている。この映画で、犯罪捜査のトップ、ベルゲン警察管区は、その記者たちがヴィーケネスの匿名性について、「法的に問題ないのか」確認したかどうかという問いにはっきりとした答えを返さなかった。
『Satan rir media』によれば、ヴィーケネスに「Greven」（伯爵の意）という名前を与えたベルゲンズ・ティーデンデも同じだった。しかしながら、ヴィーケネスは『Vargsmål』で以下のように述べている。「俺がこの名前を選んだ理由は、タフな名前を持っていなかったからだ。この「伯爵（Graven）」という言葉は、仲間や友を意味するラテン語の「comites」から採った。俺は、本当のゲルマン民族の「仲間」であり「友」だ。だから俺はこれを選んだんだ。」しかし、このドキュメンタリーにおいて、ヴィーケネスは、なぜこの名前を使用したのかという問いに対して次のように答えている。「つまり、それは割合尊大な名前だ。要するに、それは俺をすべての人類よりも高みに置いているわけだ。「これをやれ」といったら、奴らはそれそするような感じだ」
『Satan rir media』は、サタニストの立場を強調することで、ノルウェーのニュースメディアが無意識的に、ノルウェーに留まらず世界中にバーズムとヴィーケネスを追随する者たちを作り上げたと主張している。

### Until the Light Takes Us
ヴィーケネスは、2009年のドキュメンタリー映画『Until the Light Takes Us』における中心的な存在の1人であった。アメリカ人のディレクターのアーロン・アイツとオードリー・ユーエルによって、獄中で行われたインタビューで、ヴィーケネスは、ブラックメタルの創始とユーロニモスの殺害の両方を取り巻く環境について、非常に詳細に説明している。

### 他の教会放火への影響

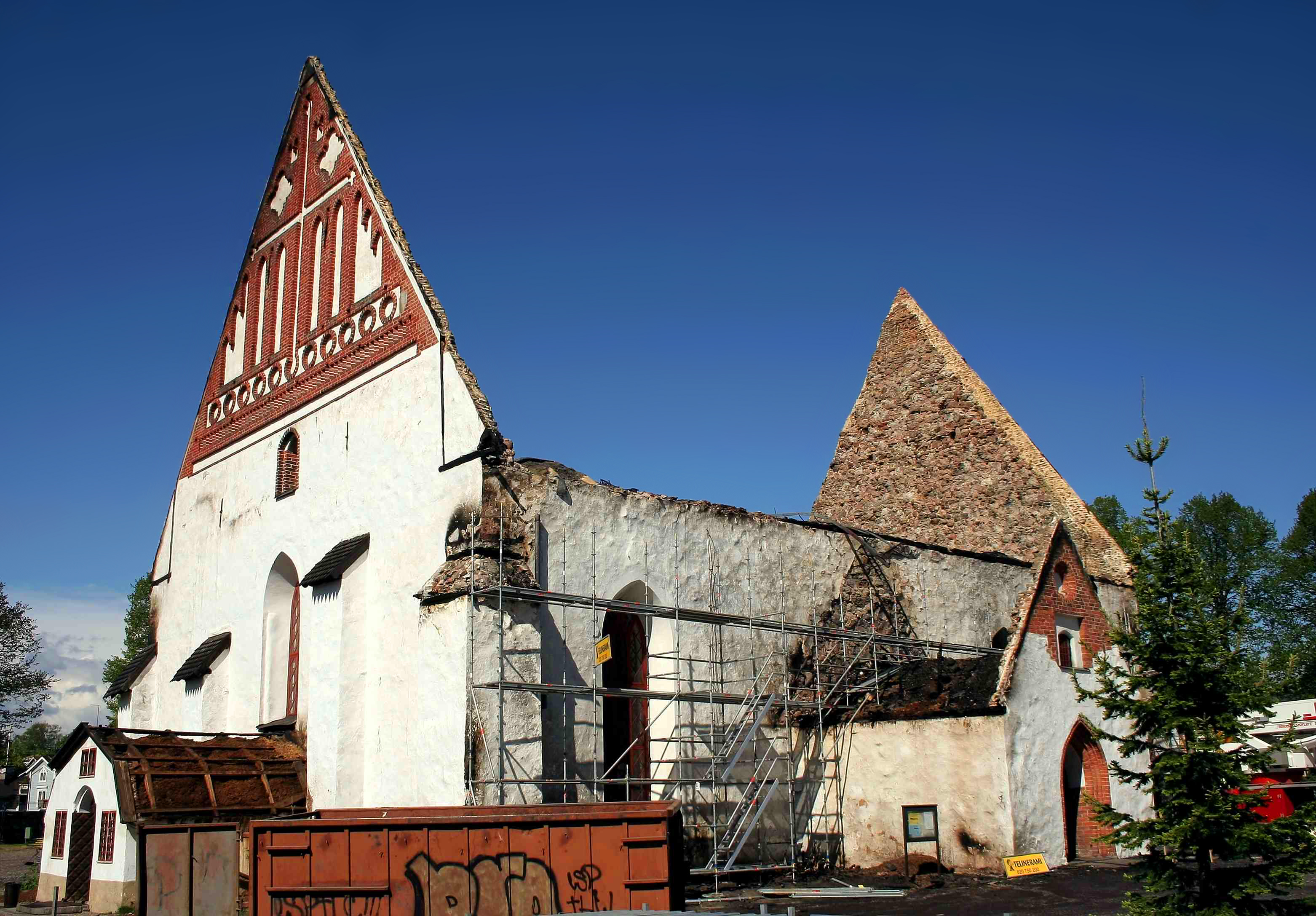
ヴィーケネスに影響を受けたと伝えられる青年によって放火されたフィンランドのポルヴォー聖堂

- ヘヴィメタルバンド、Schwarzreichの当時19歳のギタリストは、2004年8月に、オーストラリア・ビクトリア州のアスコット・ベールにあった築100年を超える合同教会への放火及び放火に関係する窃盗の罪で逮捕された。彼は、懲役三年の有罪判決を受けた。この事件を報道するすべてのメディアで、彼がバーズムから多大な影響を受けていたと述べていた。しかしながら、彼がインターネットを通して発するいくつかのメッセージで、その影響というもの自体が浅薄さを超えた無理な解釈ではないと述べている。そして、メディアはメディアにとって都合の良い終わりに併せるように警察に彼の主張を誇張している。彼は、放火にはヴィーケネスの攻撃との類似性はほとんどないと主張している。この青年は、2006年8月に釈放され、現在の所在は不明である[103]。この教会の正面は立ったままであったが、再建されることはなかった。そして、コミュニティー・センターがこの正面の後ろに建設された。
- フィンランドのいくつのかのヘヴィメタルバンドでドラマーとして活動していた当時18歳のフィン人の青年は、彼のウェブサイトでバーズムから影響を受けていることを明言していた。彼は、2006年5月にフィンランド・南スオミ州・東ウーシマー県・ポルヴォーのポルヴォー聖堂（英語版）に放火した。この聖堂の屋根が焼け落ちたが、天井版や地下納骨堂、内装は損害を受けることなく残った。弁護士は、裁判においてこの放火の動機は「キリスト教への憎悪」に関係があるということを覆した。結局、青年は3年の懲役と2か月の仮釈放なしの拘留という判決を受けた[104]。しかしながら、後の上級審において、6年6か月の懲役へと刑期が倍増された。
- カナダの新聞・ウィニペグ・サン（英語版）は、2006年2月12日にカナダ・マニトバ州・ミネドーサ（英語版）のミネドーサ合同教会に放火し、壊滅させたとして、同年6月27日、3人に有罪判決が下りたと報道した。1人が3年、2人目が2年、3人目が2年未満の懲役の有罪判決を受けている。この3名には、賠償として合計で120万カナダドルの支払い命令も下りている。司法関係者は、この教会はヴィーケネスの誕生日である2月11日に火が付けられたと述べた。

## ディスコグラフィ

### バーズム (Burzum)
- 1991年 Demo I (Demo)
- 1991年 Demo II (Demo)
- 1992年 Burzum (Promo)
- 1992年 Burzum (1st Album)
- 1993年 Aske (Mini Album)
- 1993年 Det Som Engang Var (2nd Album) 〔トイズファクトリー盤：『涅槃宮』、輸入盤日本国内仕様：『無常の門』〕
- 1994年 Hvis Lyset Tar Oss (3rd Album) 〔トイズファクトリー盤：『白昼夢』、輸入盤日本国内仕様：『虚無光』〕
- 1995年 Burzum/Aske (Re-issued、1st Album/Mini Album) 〔輸入盤日本国内仕様：『欝なる黎明』〕
- 1996年 Filosofem (4th Album) 〔輸入盤日本国内仕様：『絶望論』〕
- 1997年 Dauđi Baldrs (5th Album)
- 1999年 Hliđskjálf (6th Album)
- 2010年 Belus (7th Album)〔輸入盤日本国内仕様：『ベリウス』〕
- 2011年 Fallen (8th Album)〔輸入盤日本国内仕様：『フォールン』〕
- 2011年 From the Depths Of Darkness (Self-cover Album)〔輸入盤日本国内仕様：『フロム・ザ・ディプスズ・オブ・ダークネス』〕
- 2012年 Umskiptar (9th Album)〔輸入盤日本国内仕様：『北欧神の化身』〕
- 2013年 Sôl austan, Mâni vestan (10th Album)〔輸入盤日本国内仕様：『太陽の東と月の西』〕
- 2014年 The Ways of Yore (11th Album)

### メイヘム (Mayhem)
- 1994年 De Mysteriis Dom Sathanas (ベーシストとしてサポート参加)

### オールド・フューネラル (Old Funeral)
- 1991年 Devoured Carcass

### ダークスローン (Darkthrone)
- 1994年 Transilvanian Hunger (作詞家として4曲に参加)
- 1995年 Panzerfaust (作詞家として1曲に参加)

## ビブリオグラフィ
- 1997年 – Vargsmål (『ヴァーグスマル』、自伝的思想書)
- 1999年 – EihwaR (小説、英語版タイトルThe Religion of the Blood)
- 2000年 – Germansk Mytologi og Verdensanskuelse (『ゲルマン民族の神話と世界観』)
- 2001年 – Guide to the Norse Gods and Their Names (『北欧神話の神々とその名前についてのガイド』)
- 2002年 – Irminsûl (『イルミンスール』、サクソン民族の神・イルミン神を象った柱・世界樹についての論考)
- 2004年 – The Cult of Hel (未出版、ファンタジー小説)
- 2004年 - The Mysteries and Mythology of Ancient Scandinavia (『古代スカンディナヴィアの謎と神話学』)
- 2006年 – Речи Варга II (ロシア語のみ、題意は"Vargsmål II")
- 2011年 – Sorcery And Religion In Ancient Scandinavia (『古代スカンディナヴィアにおける魔術と宗教』、"Germansk～"の再校)
- 2014年 – MYFAROG (ファンタジー・ロールプレイングゲーム)[105]